# 前田治
前田治（1965年9月5日—），日本足球運動員，前日本國家足球隊成員。

## 球會生涯
全日本空輸/橫濱飛翼
前田治於日本東海大學就讀時已是校隊主力球員，1988年畢業後加入全日本空輸工作並參與其足球隊， 迅即成為隊中首席射手， 當時被譽為日本之新希望。
他於1994年及1995年曾隨橫濱飛翼來港參加亞洲盃賽冠軍盃對快譯通及流浪之比賽，其中於對流浪一役射入一個十二碼罰球， 協助球隊以3:1獲勝。球隊曾於1994年勇奪該項盃賽冠軍。

## 日本國家足球隊
从1988年到1989年，前田治共为日本國家足球隊出场14次，打进6球，包括於1989年6月11日主場對印尼之1990年世界盃外圍賽以頭槌頂入一球，協助球隊以5:0大勝對手，可惜日本未能擊敗香港及於末仗以0:2不敵朝鮮， 無緣亞洲區六強賽, 其後他再沒有入選國家隊。

## 成績
| 日本國家足球隊 | 日本國家足球隊 | 日本國家足球隊 |
| 年             | 出場           | 入球           |
| -------------- | -------------- | -------------- |
| 1988           | 5              | 1              |
| 1989           | 9              | 5              |
| 總和           | 14             | 6              |

## 外部連結
- National Football Teams （页面存档备份，存于）
- Japan National Football Team Database